# Teodor
Teodor eller Theodor (eng. Theodore) är ett mansnamn med grekiskt ursprung. Bildat av theos - "gud"  och doron - "gåva". Det äldsta belägget i Sverige är från 1428 (Theodorus). Theo och Teo är varianter.
Namnet var mycket vanligt i början av 1900-talet, och är nu 100 år senare åter på väg upp i frekvens. Bland de yngsta är det ett av de 75 vanligaste namnen. Stavningen utan h var tidigare den vanligaste, men numera förekommer den andra stavningen nästan lika ofta. Den 31 december 2008 fanns det totalt 9 893 personer i Sverige med namnet Teodor eller Theodor, varav 3 510 med det som tilltalsnamn. År 2003 fick 458 pojkar något av namnen, varav 257 fick det som tilltalsnamn.
Namnsdagen Theodor är en hyllning till den romerske martyren Theodorus från Mindre Asien, som 303 brände ned ett hedniskt tempel och som straff brändes på bål.
Namnsdag i Sverige: 9 november  (sedan 1901). I den finlandssvenska namnsdagslängden har Teodor namnsdag 9 november sedan starten 1929, då en egen namnsdagskalender togs i bruk för finlandssvenskar. Från 1973 finns också parallellformen Theo i den finlandssvenska namnsdagskalendern.

## Personer med namnet Teodor eller Theodor
- Theodor Adorno, tysk filosof
- Theodor Billroth, tysk kirurg och amatörmusiker
- Theodore "Teddy" Bridgewater, amerikansk utövare av amerikansk fotboll
- Theodore "Ted" Bundy, amerikansk seriemördare
- Carl Theodor Dreyer, dansk filmregissör
- Théodore Géricault, fransk konstnär
- Theodor "Theo" Haraldsson, svensk artist
- Theodor Herzl, grundare av den politiska sionismen
- Theodor Heuss, västtysk förbundspresident 1949-1959
- Teodor Hultgren, svensk författare. Pseudonym: Teodor i Snararp
- Theodor W. Hänsch, tysk fysiker, mottagare av Nobelpriset i fysik 2005
- Theo James, brittisk skådespelare
- Theodore Kaczynski (1942–2023), unabombaren
- Theodor Kallifatides, grekisk-svensk författare och filosof
- Theodor Kocher, schweizisk kirurg, mottagare av Nobelpriset i fysiologi eller medicin 1909
- Theodor Körner (president), österrikisk förbundspresident 1951-1957
- Theodor Lundberg, svensk konstnär
- Theodor Mommsen, tysk historiker och mottagare av Nobelpriset i litteratur 1902
- Teodor Nerander, svensk psykiater
- Teodor Peterson, svensk längdåkare
- Theodore William Richards, amerikansk kemist, mottagare av Nobelpriset i kemi 1914
- Theodore Roosevelt, USA:s vicepresident 1901, president 1901-1909
- Teodor "Ted" Ström, svensk musiker och konstnär
- Theodor Svedberg, svensk kemist, professor och konstnär, mottagare av Nobelpriset i kemi 1926
- Theodoor Hendrik van de Velde, nederländsk läkare och sexolog
- Theodor Weissman, finländsk sångare och sångtextförfattare
- Theodore S. Wilkinson, amerikansk politiker
- Theodor Wisén, svensk professor i nordiska språk, universitetsrektor, ledamot av Svenska Akademien